# 胖大人的魔療法
〈胖大人的魔療法〉（英語：Wizards Only, Fools）是《探險活寶》第五季的第26集。在卡通頻道2013年7月1日播出。本集以阿寶和老皮為主角。在這一集裡，阿寶、老皮及泡泡糖公主經胖大人得了感冒後，需要得到魔法療方而偽裝成巫師潛入巫師城。然而，泡泡糖一直向大家堅持魔法只是用想像來解釋科學的方式。最終三人連同Abracadaniel被假冒巫師逮捕，用說「冷」的咒語，產生寒冷天氣擺脫監獄。